# مقورة الحمضيات
مُقوِّرة الحمضيات أو عصّارة الفاكهة هي أداة مطبخ صغيرة تستخدم لاستخراج العصير من الليمون أو غيرها من ثمار الحمضيات الصغيرة.